# Lophocebus osmani
El mangabey de Osman Hill (Lophocebus osmani) es una especie de primate catarrino de la familia Cercopithecidae. Anteriormente se consideraba una subespecie del mangabey de mejillas grises (Lophocebus albigena). Su nombre común se debe al primatólogo anatomista y antropólogo británico William Charles Osman Hill.